# Militärflugplatz Ulrichen

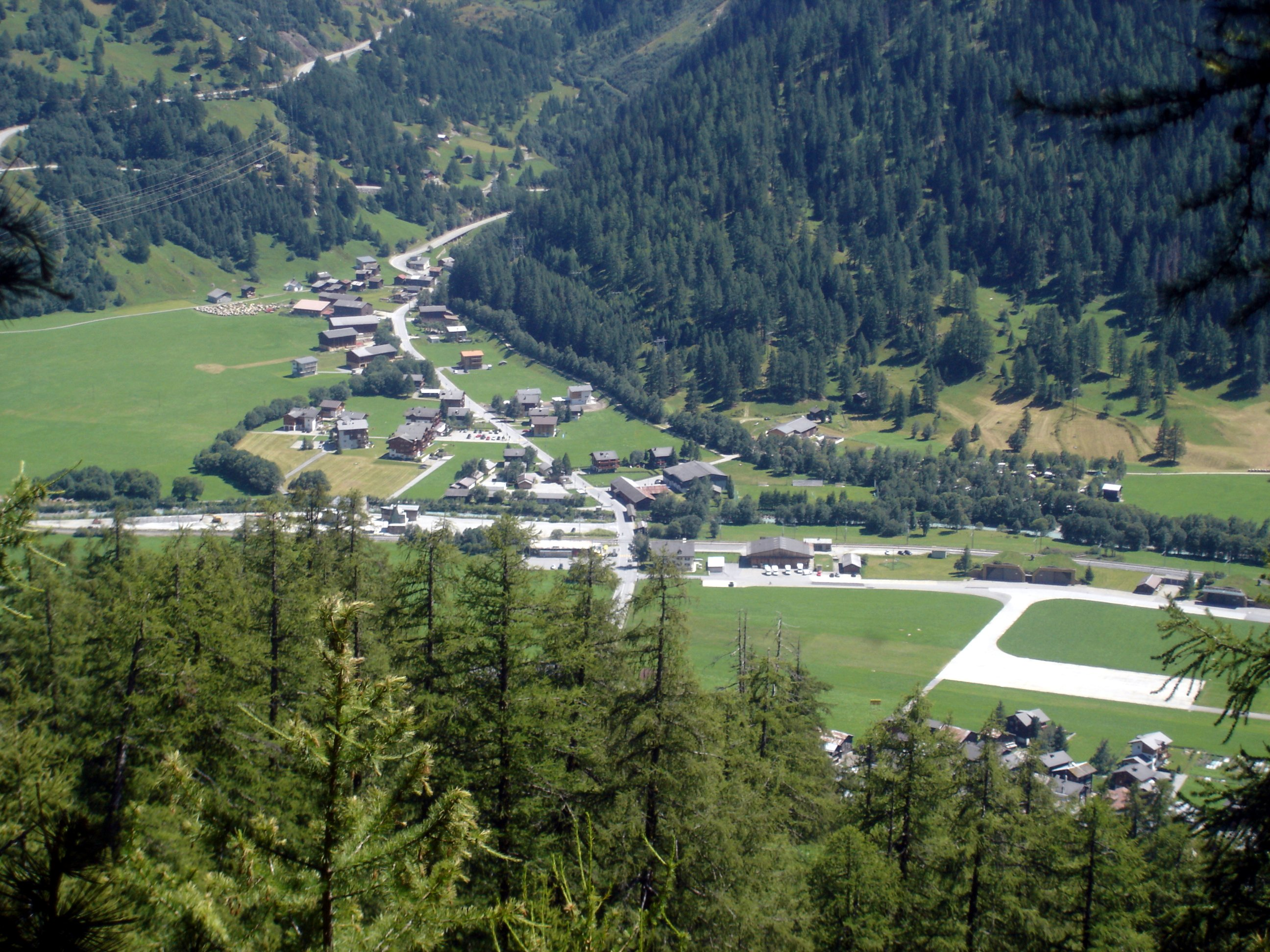
Anfang der ehemaligen Piste 24 mit Nufenenpassstrasse

Der Militärflugplatz Ulrichen (ICAO-Code LSMC) war ein Militärflugplatz im Schweizer Kanton Wallis.
Der höchstgelegene Militärflugplatz der Schweizer Luftwaffe wurde bis 1999 in der damaligen Gemeinde Ulrichen als Reduitflugplatz betrieben.
Eine besonderheit des Flugplatzes war, dass die Zugstrecke zwischen der Gemeinde Ulrichen und der nahegelegenen Gemeinde Münster über zwei der Taxiways, kommend von den Flugzeughangaren, welche südlich von der Startbahn gelegen waren.
1999 wurde der Militärflugplatz stillgelegt und teilweise zurückgebaut, bzw. ein Teil der Startbahn wurde in einen Badesee umgewandelt. Ein Teil der Piste besteht jedoch noch. 
Im Jahr 2009 wurden hier die senkrechtstartende Bell/Agusta BA609 erprobt.
2022 wurde der Flugplatz für das Bundeslager der Pfadibewegung Schweiz «mova» genutzt.